# Eleccions legislatives estonianes de 1929
Les eleccions legislatives estonianes de 1929 se celebraren l'11 i el 13 de maig de 1929 per a escollir els 100 membres del Riigikogu. Els socialdemòcrates foren els més votades i Otto Strandman fou nomenat primer ministre d'Estònia.

## Resultats
| Partit                          | Partit                                                  | Vots    | %      | Escons   | +/– |
| ------------------------------- | ------------------------------------------------------- | ------- | ------ | -------- | --- |
|                                 | Partit Socialista dels Treballadors d'Estònia           | 121.024 | 23,97  | 25 / 100 | 1   |
|                                 | Assemblees de Pagesos                                   | 116.715 | 23,11  | 24 / 100 | 1   |
|                                 | Partit dels Colons                                      | 69.069  | 13,68  | 14 / 100 | =   |
|                                 | Partit Laborista Estonià                                | 51.527  | 10,20  | 10 / 100 | 3   |
|                                 | Partit Popular Estonià                                  | 45.033  | 8,92   | 9 / 100  | 1   |
|                                 | Partit dels Treballadors d'Estònia                      | 31.094  | 6,16   | 6 / 100  | =   |
|                                 | Partit Popular Cristià                                  | 20.863  | 4,13   | 4 / 100  | 1   |
|                                 | Partit Germano-Bàltic-Lliga Popular Sueca               | 16.235  | 3,21   | 3 / 100  | 1   |
|                                 | Partit dels Propietaris                                 | 14.627  | 2,90   | 3 / 100  | 1   |
|                                 | Unió Nacional Russa a Estònia                           | 12.797  | 2,53   | 2 / 100  | 1   |
|                                 | Treballadors, llogaters, pescadors i petits agricultors |         | 1,19   | 0 / 100  | Nou |
| Total                           | Total                                                   | 504.996 | 100,00 | 100      | =   |
|                                 |                                                         |         |        |          |     |
| Vots vàlids                     | Vots vàlids                                             | 504.996 | 99,39  |          |     |
| Vots invàlids/ en blanc         | Vots invàlids/ en blanc                                 | 3.110   | 0,61   |          |     |
| Vots totals                     | Vots totals                                             | 508.106 | 100,00 |          |     |
| Votants registrats/participació | Votants registrats/participació                         | 733.250 | 69,30  |          |     |
| Font: Nohlen & Stöver           |                                                         |         |        |          |     |